# Cerithiopsilla kerguelensis
Cerithiopsilla kerguelensis is een slakkensoort uit de familie van de Cerithiopsidae. De wetenschappelijke naam van de soort is voor het eerst geldig gepubliceerd in 1912 door Thiele.